# Jochensteins kraftverk
Jochensteins kraftverk är ett strömkraftverk i Donau på gränsen mellan Tyskland och Österrike. Det är uppkallat efter klippön Jochenstein.
Kraftverket, som hade planerats redan före andra världskriget, byggdes mellan 1952 och 1955 i samarbete mellan Tyskland och Österrike. Bygget sysselsatte 2 500 arbetare och invigdes den 1 juli 1955 till tonerna av Händels Wassermusik Det är Tysklands största flodkraftverk och drivs av Grenzkraftwerke GmbH.
Längs den tyska delen av Donau finns två 230 meter långa och 24 meter breda slussar som leder förbi kraftverket. 

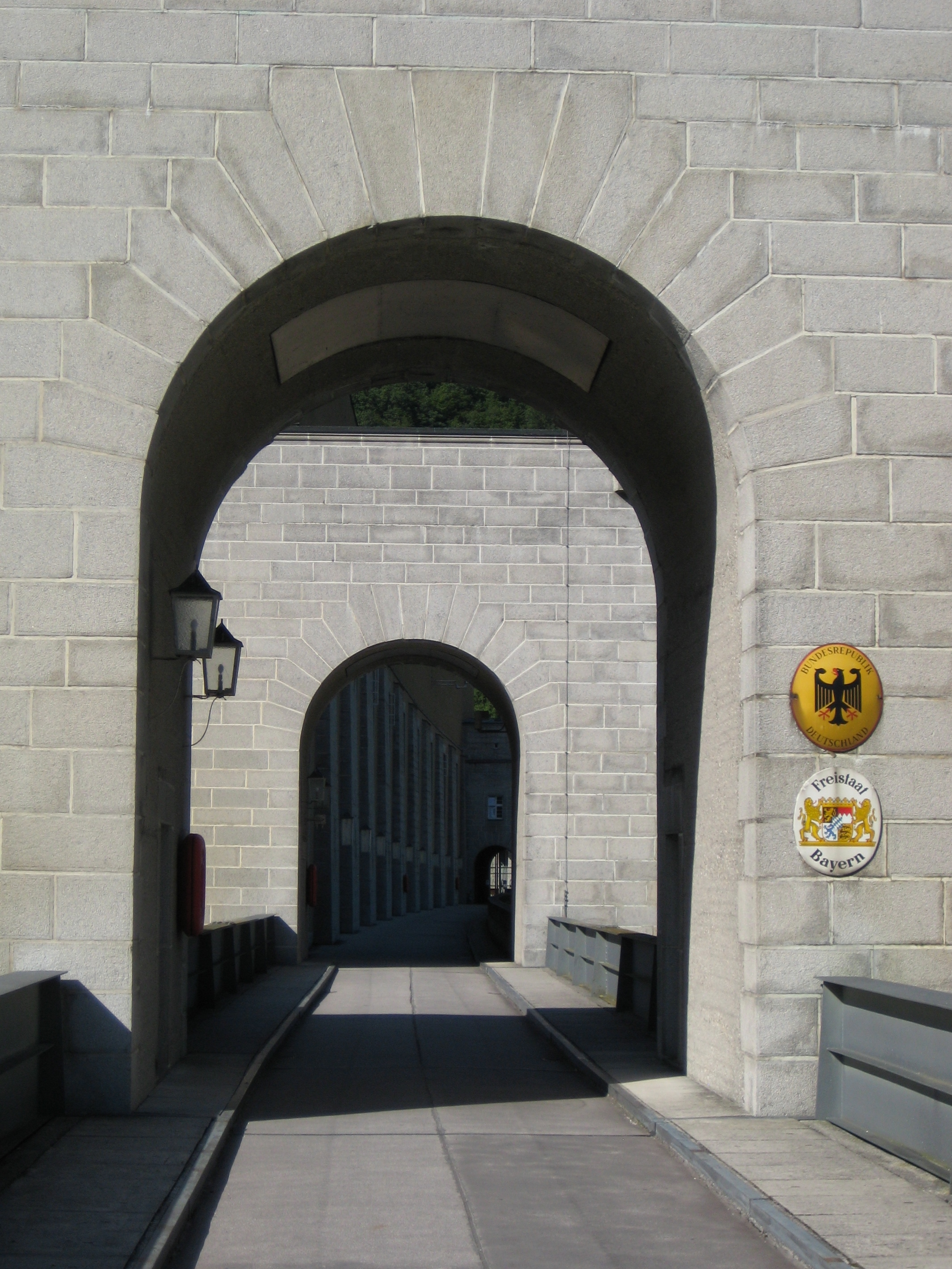
Gränsen mellan Tyskland och Österrike.

Gång- och cykeltrafik kan korsa Donau dagtid via kraftverket sedan år 1990.